# Christina Karnebeek-Backs
Christina (Chrissemeuje) Karnebeek-Backs (Holterhoek, 2 oktober 1849 – aldaar, 7 oktober 1959) was een Nederlandse supereeuwelinge en de oudst bekende levende persoon ter wereld gedurende ruim negen maanden.

## Levensloop
Karnebeek-Backs werd geboren in 1849 als dochter van Gerardus Backs (1818-1888), een landbouwer, en Johanna Nijrolder (1816-1909). Haar moeder werd 93 jaar. Christina trouwde tweemaal: op 21 september 1888 met Gerrit Jan Startman (1831-1896) en op 11 november 1897 met Antonius Bernardus Karnebeek (1855-1922).
Met de dood van de 110-jarige Amerikaanse Catherine Waller op 4 januari 1959 werd ze de oudste mens ter wereld. Ze overleed op 110-jarige leeftijd aan de gevolgen van een verkoudheid, vijf dagen na haar laatste verjaardag.
Ze was weliswaar de oudste Nederlandse vrouw ooit op dat ogenblik, maar evenwel niet de oudste ingezetene aller tijden: het officiële Nederlandse leeftijdsrecord stond toen op naam van Geert Adriaans Boomgaard, die in 1899 overleed.

## Media
- Polygoonjournaal uit 1959 over de 110e verjaardag van Chrissemeuje (00:58)